# Cavok Airlines
Cavok Airlines ist eine ukrainische Frachtfluggesellschaft mit Sitz in Kiew und Basis auf dem Flughafen Chișinău. Sie führt vor allem Charterflüge in Europa durch.

## Geschichte
Cavok Airlines wurde 2011 gegründet und nahm am 26. April 2012 den Flugbetrieb auf, nachdem sie das ukrainische AOC erhalten hatte. Sie darf weltweit fliegen.
Der Name Cavok nimmt Bezug auf den Wetterschlüssel CAVOK, der in der Luftfahrt zum Einsatz kommt und gute Sichtflugbedingungen beschreibt.

## Flugziele
Es werden ausschließlich Charterflüge angeboten, teilweise auch ad hoc. So landen die Flugzeuge der Cavok Airlines auch häufig in Deutschland. Auf dem Flughafen Leipzig/Halle unterhält die Fluggesellschaft eine Basis für bis zu vier Antonow An-12. Linienflüge werden nicht angeboten.

## Flotte
Mit Stand April 2025 besteht die aktive Flotte der Cavok Airlines aus vier Antonow An-12 (Luftfahrzeugkennzeichen UR-CKL, UR-CKM, UR-CEZ, UR-CBG) mit einem Durchschnittsalter von rund 56 Jahren. Zwei weitere Antonov An-12 (UR-CJN und UR-KDM) sind seit Dezember 2021 auf dem Flugplatz Bila Tserkva nahe Kiew eingelagert, wo mindestens die UR-KDM derzeit wieder instand gesetzt werden soll, um die rezent stillgelegte UR-CNN zu ersetzen.

## Zwischenfälle

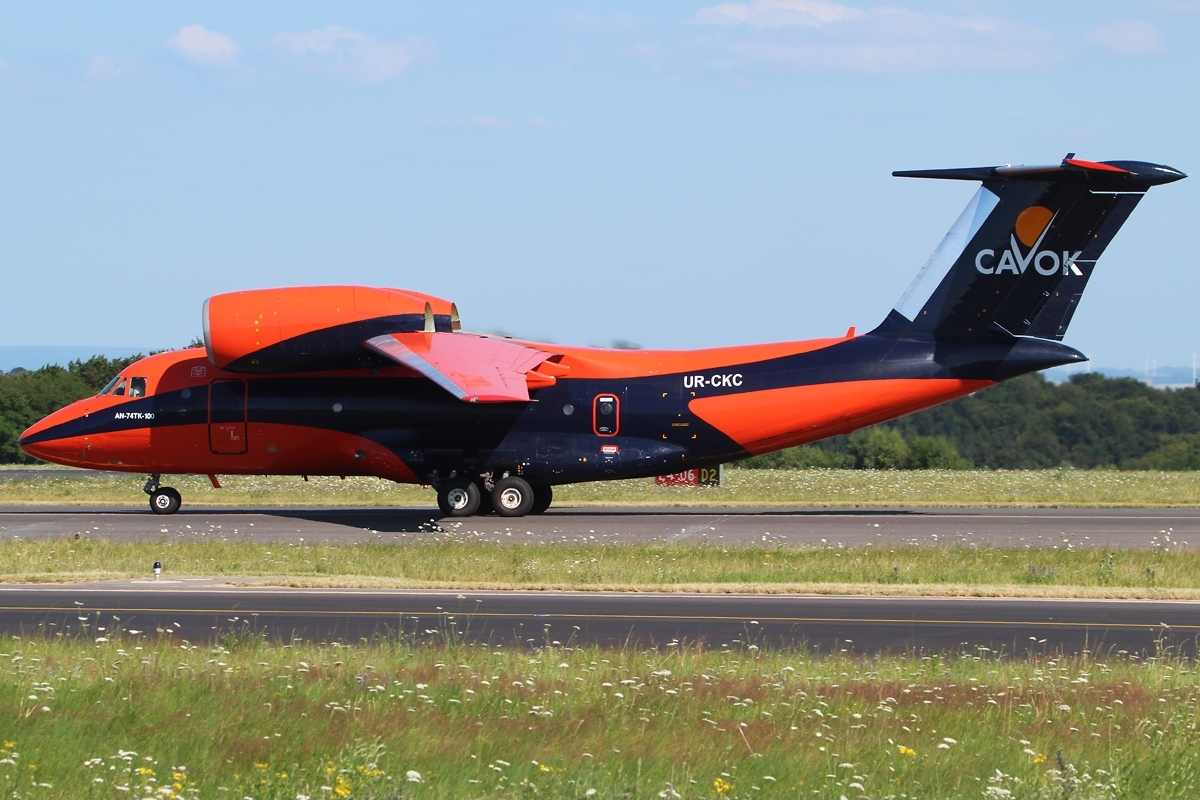
Die beim Zwischenfall beschädigte Antonow An-74 (Luftfahrzeugkennzeichen UR-CKC) der Cavok Air

Am 29. Juli 2017 verunglückte die einzige Antonow An-74 (Luftfahrzeugkennzeichen UR-CKC) der Cavok Air im afrikanischen São Tomé. Die Crew hatte nach einem Vogelschlag im linken Triebwerk den Start abgebrochen, das Flugzeug überschoss das Ende der Landebahn und landete in einem Graben. Fünf Besatzungsmitglieder erlitten Verletzungen. Das Flugzeug wurde so schwer beschädigt, dass es abgeschrieben werden musste.